# Anthophora occulta
Anthophora occulta là một loài Hymenoptera trong họ Apidae. Loài này được Hedicke mô tả khoa học năm 1938.